# Alliance Formose
L'Alliance Formose ((zh), en anglais Formosa Alliance) est un mouvement politique taïwanais fondé le 7 avril 2018. Son but est d'obtenir une déclaration formelle d'indépendance de Taïwan et que le pays rejoigne l'ONU où il était membre du Conseil de sécurité jusqu'en 1971.
L'Alliance Formose est fondée officiellement le 7 avril 2018, jour anniversaire de l'immolation de Cheng Nan-jung (en), un militant pour la démocratie. Son fondateur et dirigeant est Kuo Pei-hung, le PDG de la chaîne de télévision Formosa Television (en). L'Alliance a obtenu le soutien des anciens présidents Chen Shui-bian et Lee Teng-hui, mais aussi d'autres personnalités politiques de premier plan comme Annette Lu, Huang Kuo-chang (du NPP) ou Yu Shyi-kun (en) (du DPP) et de l'Union pour la solidarité de Taïwan. L'Alliance est aussi soutenue par de nombreuses associations de la diaspora taïwanaise,,,.
L'Alliance espère organiser un référendum sur l'indépendance de Taïwan en avril 2019 à l'occasion des trente ans de l'immolation de Cheng Nan-jung,,.
L'Alliance a appelé à une grande manifestation pour soutenir la cause indépendantiste le 20 octobre 2018. Les organisateurs annoncent la participation de plus de 130 000 manifestants à Taipei, ce qui est considéré comme une réussite,.